# Musaria wachanrui
Musaria wachanrui är en skalbaggsart som först beskrevs av Étienne Mulsant 1851.  Musaria wachanrui ingår i släktet Musaria och familjen långhorningar.
Artens utbredningsområde är Iran. Inga underarter finns listade i Catalogue of Life.